# Veillonella dispar
Veillonella dispar è una specie di batterio appartenente alla famiglia delle Acidaminococcaceae.